# Violación genocida
La violación genocida es la acción de un grupo que ha llevado a cabo actos de violación en masa y violaciones en grupo contra su enemigo durante tiempos de guerra como parte de una campaña genocida. Durante la segunda guerra chino-japonesa, el Holocausto, la Guerra de Liberación de Bangladés, las guerras yugoslavas, el genocidio de Ruanda, los conflictos congoleños, la guerra civil iraquí, la guerra civil de Sudán del Sur, el genocidio rohingya y el genocidio uigur, las violaciones masivas que habían sido una parte integral de esos conflictos llevaron el concepto de violación genocida a protagonismo internacional. Aunque la violación de guerra ha sido una característica recurrente en los conflictos a lo largo de la historia de la humanidad, por lo general se ha considerado como un subproducto del conflicto y no como parte integral de la política militar.

## Debate como genocidio
Algunos autores sostienen que la Convención para la Prevención y la Sanción del Delito de Genocidio debería declarar que la violación en masa es un crimen genocida. Otros creen que ya está incluida en la definición del artículo 2 de la convención. Catharine MacKinnon sostiene que las víctimas de la violación genocida se utilizan como sustituto de todo el grupo étnico y que la violación se utiliza como una herramienta con el objetivo de destruir al grupo étnico completo.
Siobhan Fisher argumenta que la fecundación forzada y no la violación como acto per se, es lo que  constituye genocidio. Dice: "la violación reiterada sigue siendo violación, pero la violación con la intención de fecundar es otra cosa."   Lisa Sharlach argumenta que esta definición es demasiado estrecha porque estas violaciones masivas no deberían definirse como genocidio basándose únicamente en que las violadas fueron impregnadas por la fuerza.

## Violación como genocidio
Según Amnistía Internacional, el uso de violación durante tiempo de la guerra no es un subproducto de los conflictos, sino una estrategia militar premeditada. En el último trimestre del siglo XX hubo un cambio, ya que la mayoría de conflictos pasaron de ser entre estados, hacia guerras comunales o guerras civiles. En estos conflictos la violación como arma ha sido usada contra la población de civil, siendo los agresores tanto estatales como no estatales los más frecuentes. Periodistas y organizaciones de Derechos Humanos han documentado campañas de violación genocida durante conflictos en la anterior Yugoslavia, Sierra Leona, Ruanda, Liberia, Sudán, Uganda, y durante la guerra civil en la República Democrática del Congo.
Los objetivos estratégicos de estas violaciones en masa son primariamente dos: el primero, es instigar terror en la población civil para desplazarla forzosamente de su propia tierra. El segundo es disminuir la posibilidad de que dicha población regrese y se reconstituya, luego de haberle causado humillación y vergüenza, con el motivo de disminuir su cohesión social. Estos efectos son estratégicamente importantes para agentes no estatales, cuando quieren quitar a una respectiva población de su lugar. La violación genocida, resulta una estrategia de gran utilidad para las campañas de limpieza étnica y genocidio, cuando el objetivo es destruir o sacar forzosamente a una población objetivo asegurando que no regresen.
Un objetivo de la violación genocida es el embarazo forzado, de modo que el agresor no solo invada la tierra de la población objetivo, sino también sus lineajes y familias. Sin embargo, las personas que no pueden tener hijos también son objeto de esta agresión sexual. Las edades de las víctimas pueden variar desde niñas, hasta mujeres y ancianas de ochenta años.

## Casos documentados

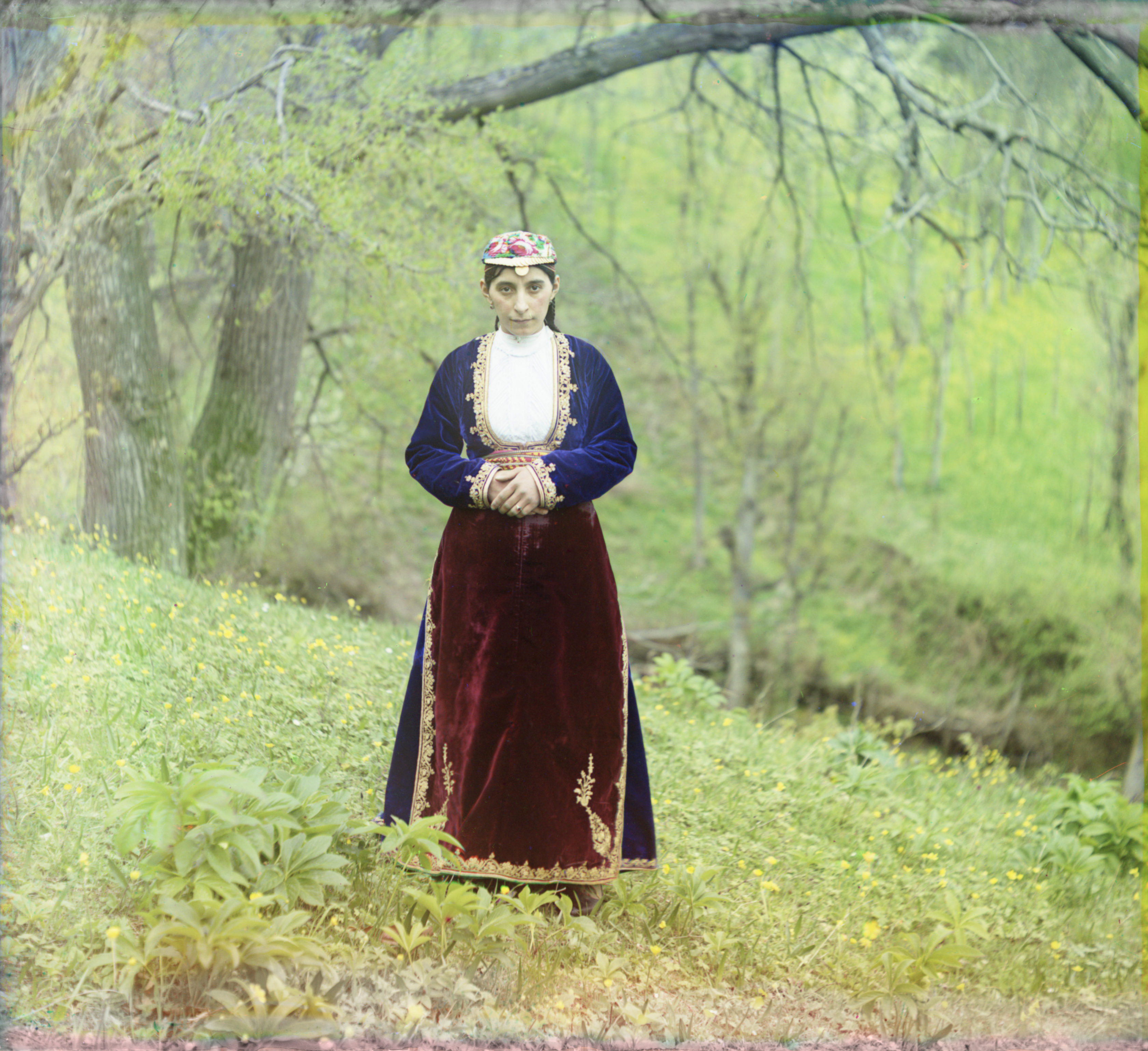
Armin Wegner describió: "las mujeres y niñas Armenias son generalmente muy bonitas. Mirándolos a ustedes se encuentra la oscura [y] hermosa cara de Babesheea quién fue secuestrada por Kurdos, violada, y liberada después de diez días; luego de que, como una bestia salvaje, los soldados turcos, oficiales, soldados, y gendarmes destruyeran esta presa. Todos los posibles delitos de haber sido cometidos contra las mujeres, fueron cometidos aquí. Le arrancaron sus pechos, le mutilaron extremidades, y su cadáver fue dejado desnudo, profanado, y ennegrecido por el calor en los campos."

En la República Democrática del Congo (RDC) está estimado que solo en 2011 hubo 400.000 violaciones. En la RDC, la violación genocida se focaliza en la destrucción de las familias y las comunidades. Así desmuestra una entrevista con una superviviente, que cuenta de las violaciones grupales (gang-rapes), el canibalismo forzado de un feto arrancado a una mujer eviscerada, y el asesinato a un infante.
Durante la Guerra de 1971, de la Liberación de Bangladés, miembros del ejército paquistaní y milicias que apoyaban a Bihari y Razaker violaron  entre 200.000y 400.000 Mujeres bangladesíes en una campaña sistemática de violación genocida. Algunas de ellas fueron violadas hasta ochenta veces en una sola noche.
En la actual guerra en Darfur, las milicias de  Janjaweed han llevado a cabo acciones de forma  generalizada, tales como violaciones genocidas, no solo a mujeres, sino que también a niños, incluyendo asesinatos a golpes a bebés y mutilación sexual a las víctimas.
En la segunda guerra sino-japonesa, el Ejército Imperial Japonés durante la Batalla de Nankín llevó a cabo el conocido fenómeno llamado La Violación de Nankín, que Adam Jones describió como "uno de los casos más bestiales de violación genocida". La violencia resultó en decenas de miles de mujeres violadas grupalmente, y asesinadas. El Tribunal Militar Internacional para el Lejano Oriente estima que 20.000 mujeres fueron violadas, incluyendo a  infantes y personas ancianas.
Gran parte de estas violaciones se sistematizaron en un proceso en el que los soldados iban buscando a niñas y mujeres jóvenes de puerta en puerta, secuestrándolas y violándolas grupalmente. Las mujeres muchas veces eran asesinadas inmediatamente después de ser violadas, a menudo a través de mutilaciones explícitas perforándoles la vagina con bayonetas, palos largos de bambú, u otros objetos. Los y las infantes pequeños no estuvieron excluidos de estas atrocidades, por lo que se les permitió de igual manera a los soldados japoneses violarlos.

El 19 de diciembre de 1937, el Reverendo James M. McCallum escribió en su diario: 
No sé dónde se acaba. Nunca había oído ni leído tanta brutalidad. ¡Violación! ¡Violación! ¡Violación! Estimamos al menos 1.000 casos por noche y muchos de día. Ante resistencia o cualquier cosa que parezca rechazo, responden con una  puñalada de bayoneta o una bala. . . . la gente esta histérica . . . Las mujeres son secuestradas todas las mañanas, tardes y noches. Todo el ejército japonés parece ser libre de ir y venir cuando le plazca y de hacer lo que le plazca.
En el genocidio de Ruanda, la violencia se focalizó en un género específico, donde mujeres y niñas fueron objeto de una gran campaña sistemática de agresión sexual. Se estima que entre 250.000 y 500.000 fueron víctimas de violación. Aquellas personas que sobrevivieron se vieron estigmatizadas, y muchas de ellas descubrieron que fueron infectadas con el VIH. Esto, dio por resultado  que a estas mujeres se les negaran sus derechos a la propiedad y herencia, y también les restringieron sus posibilidades de conseguir empleo. La primera mujer acusada y condenada por violación genocida fue Pauline Nyiramasuhuko .
En 1996, Beverly Allen escribió Guerra de violaciones: el genocidio oculto en Bosnia-Herzegovina y Croatia, en el que se introdujo por primera vez el término violación genocida. Uso el término para describir las acciones de las fuerzas armadas serbias que implementaron una política de violación en masa con la intención de genocidio. En su libro, compara la violación genocida con la guerra biológica . Durante el conflicto en Bosnia, Allen dio una definición de la violación genocida como: " una política militar de violación con fines de genocidio practicada actualmente en Bosnia-Herzegovina y Croacia por el ejército yugoslavo, las fuerzas serbias de Bosnia, y las fuerzas serbias irregulares conocidas como chetniks".
La cobertura en la prensa de las violaciones masivas dadas en la limpieza étnica llevada a cabo por las fuerzas serbias en la década de 1990 gatilló el análisis sobre el uso de la violación como parte del genocidio. Catharine MacKinnon argumenta que las violaciones masivas durante el conflicto "fueron una expresión simultánea de misoginia y genocidio", y que, por tanto, la violación puede considerarse una forma de exterminio.
Los actos de violencia que se cometieron contra las mujeres durante la Partición de la India también se han citado como ejemplos de violación genocida.
Dyan Mazurana et al argumentaron que los " patrones de violación y violencia sexual llevados a cabo [en la guerra de Tigray ] por la ENDF, la EDF y la milicia regional de Amhara y las fuerzas especiales contra los civiles de Tigray son actos de genocidio, potencialmente llevados a cabo con la intención de destruir al pueblo Tigrayan".

## Lectura adicional
- Ruby Reid-Cunningham, Allison (2008). «Rape as a Weapon of Genocide». Genocide Studies and Prevention 3 (3): 279-296. doi:10.3138/gsp.3.3.279.
- Schott, Robin May (2011). «War rape, natality and genocide». Journal of Genocide Research 13 (1–2): 5-21. PMID 21941691. doi:10.1080/14623528.2011.559111.

- Datos: Q16237518